# Квасов (село)
Ква́сов (укр. Квасів) — село в Гороховской городской общине Луцкого района Волынской области Украины.
До 2020 года входило в Гороховский район.
Код КОАТУУ — 0720882401. Население по переписи 2001 года составляет 575 человек. Почтовый индекс — 45735. Телефонный код — 3379. Занимает площадь 17,46 км².

## Известные уроженцы
- Лещук, Евгения Степановна (1928—2010) — советская и украинская поэтесса, общественный деятель.
- Корнилович, Михаил Иванович (1870—?) — российский и советский историк и архивист.